# Gynacantha apicalis
Gynacantha apicalis – gatunek ważki z rodziny żagnicowatych (Aeshnidae).